# Louis de Melun (Meaux)
Pour l’article homonyme, voir Louis de Melun.

Armes de la famille de Melun

Louis de Melun, mort le 10 mai 1483 de la peste, est un prélat français du XVe siècle, évêque de Meaux.  

## Biographie
Louis de Melun est membre de la maison de Melun. Il est fils de Philippe de Melun, chevalier, seigneur de la Borde-le-Vicomte, chambellan du roi, et de Jeanne de Nantouillet. 
Louis est chanoine et archidiacre de Sens. Son oncle  Louis de Melun, archevêque de Sens, abdique en 1474 en faveur de son neveu Louis. Le roi  Louis XI n'agrée point cette démission et donne l'archevêché de Sens à Tristan de Salazar, évêque de Meaux, qu'il remplace sur ce dernier siège par Louis de Melun.  il est abbé de l'Abbaye Sainte-Colombe de Saint-Denis-lès-Sens.